# Saint-Sulpice-la-Forêt
Saint-Sulpice-la-Forêt è un comune francese di 1 464 abitanti situato nel dipartimento dell'Ille-et-Vilaine nella regione della Bretagna.
Nel suo territorio venne eretta, nel 1112, la famosa Abbazia di Notre-Dame du Nid-au-Merle, fondata dal beato Raoul de La Futaie, della quale rimangono ancora alcuni ruderi, in particolare quello del transetto della chiesa abbaziale.

## Società

### Evoluzione demografica
Abitanti censiti